# Better Than Raw
Better Than Raw (с англ. — «Лучше, чем сырой») — восьмой студийный альбом немецкой пауэр-металической группы Helloween, вышедший в 1998 году на лейбле «Castle Communications». Из альбома были выпущены синглы «I Can» и «Hey Lord».

## Об альбоме
У группы Helloween период начала девяностых связывается с возвращением старых фанатов, после их разочарования в альбоме Chameleon. Группа вернулась к своим музыкальным истокам в альбомах Master Of The Rings и The Time Of The Oath, вышедших в 1994 году и 1996 годах. Записи с концертов в Испании послужили материалом для концертной пластинки High Live. Так, работа группы вернулась в своё привычное русло. Читатели японского журнала «Burn» провозгласили именно Helloween лучшей группой 1996 года.
Спустя два года вышел в свет третий релиз группы с таким составом: Энди Дерис (вокалист), Михаэль Вайкат и Роланд Грапов (гитаристы), Маркус Гросскопф (басист) и барабанщик Ули Куш. Несмотря на то, что в альбоме присутствовали все ожидаемые музыкальные элементы — мелодичные и запоминающиеся песни (особенно припевы), хорошие гитарные риффы и эмоциональный вокал Энди Дериса — странно названный альбом Better Than Raw также показал нежелание группы всё время стоять на месте. Тот факт, что авторы музыки и слов различались больше, чем на предыдущих альбомах, показал больший профессионализм и внутреннюю гармонию в группе.
Как и его предшественник The Time Of The Oath, Better Than Raw является одним из самых любимых фанатами альбомов. Альбом тепло приняла даже британская музыкальная пресса, которая не была ранее настроена дружелюбно по отношению к Helloween. Группа сотрудничала с менеджментом хэви-металической группы Iron Maiden для проведения успешного турне по Европе. Прежде чем группа начала работу с Better Than Raw Энди и Роланд записали свои сольные альбомы Come In From The Rain и The Four Seasons Of Life, однако Михаэль Вайкат впоследствии заявил, что в этом совсем не было проблем и даже наоборот, возвращаясь в группу, они были в очень высоком расположении духа. Также Михаэль вспоминает, что именно он «был ленивым», потому что решил не записывать сольного альбома, однако это было хорошо, так как он полностью сфокусировался на работе с Helloween.
Запись Better Than Raw производилась в домашней студии в Гамбурге и в гараже Энди в Тенерифе, которую участники группы обустроили и в которой была дозаписана вокальная партия. Михаэль Вайкат впоследствии утверждал, что вокал Энди Дериса звучал гораздо лучше при записи в Тенерифе, нежели в студии в Гамбурге.
На этом альбоме большую часть текстов написал Энди Дерис. К этому времени в группе произошёл конфликт двух из участников с Михаэлем по той причине, что они чувствовали, что он делает слишком много работы. Однако Михаэль в ответ на это вспоминал, что он также делал и не совсем приятную работу — два с половиной месяца работы с целью раскрутки.
Журнал Kerrang! провозгласил альбом Better Than Raw лучшим в дискографии Helloween после Keeper of the Seven Keys Part II.

### Название альбома
Когда в одном из интервью Михаэля Вайката спросили, есть ли смысл в названии альбома (дословно с англ. — «Лучше, чем сырой»), он ответил следующее:

В некотором смысле да, однако это вправду глупо. Энди и я часто сидели в рок-баре в Гамбурге, который называется «Backstage». Там можно было пить, пока хозяйка не решала закрываться на ночь; там мы и проводили все наши встречи. «Better Than Raw» (с англ. — «Лучше, чем сырой») связано с приготовлением тыквенного супа в котле. Если он был подогрет, то был хотя бы лучше, чем сырой. Это было так глупо, что просто нельзя было это не использовать.

## Список композиций
1. «Deliberately Limited Preliminary Prelude Period in Z» — 1:44 (Музыка: Ули Куш)
2. «Push» — 4:44 (Музыка: Ули Куш; Текст: Энди Дерис, Ули Куш, Михаэль Вайкат)
3. «Falling Higher» — 4:45 (Музыка: Михаэль Вайкат; Текст: Энди Дерис, Михаэль Вайкат)
4. «Hey Lord!» — 4:05 (Музыка: Энди Дерис; Текст: Энди Дерис)
5. «Don’t Spit on My Mind» — 4:23 (Музыка: Энди Дерис, Маркус Гросскопф; Текст: Энди Дерис)
6. «Revelation» — 8:21 (Музыка: Ули Куш; Текст: Энди Дерис)
7. «Time» — 5:41 (Музыка: Энди Дерис; Текст: Энди Дерис)
8. «I Can» — 4:38 (Музыка: Михаэль Вайкат; Текст: Энди Дерис, Михаэль Вайкат)
9. «A Handful of Pain» — 4:48 (Музыка: Ули Куш; Текст: Энди Дерис)
10. «Laudate Dominum» — 5:09 (Музыка: Михаэль Вайкат; Текст: Михаэль Вайкат)
11. «Midnight Sun» — 6:18 (Музыка: Михаэль Вайкат; Текст: Михаэль Вайкат)

### Бонусные композиции переиздания 2006 года
1. «Back On The Ground» (ранее эксклюзивно для Японии) — 4:39 (Ули Куш, Энди Дерис)
2. «A Game We Shouldn’t Play» (из сингла «I Can») — 3:38 (Энди Дерис)
3. «Perfect Gentleman» (концертная версия из сингла «Hey Lord») — 3:27 (Ули Куш, Энди Дерис)
4. «Moshi Moshi~Shiki No Uta» (барабанное соло из сингла «Hey Lord») — 6:53 (Ули Куш, Роланд Грапов)

## В работе над альбомом участвовали
- Энди Дерис — вокал
- Михаэль Вайкат — гитара
- Роланд Грапов — гитара
- Маркус Гросскопф — бас-гитара
- Ули Куш — ударные
- Helloween (все участники) — бэк-вокал, продюсирование
- Томми Хансен — микширование, продюсирование, клавишные
- Йан Купер — мастеринг
- Майкл Тибес — звукорежиссёр
- Стефан Тиэль — ассистент
- Джоерн Эллерброк — клавишные
- Рэйнер Лоус — дизайн обложки
- Хэнйо Ричтер — оригинальная графика и дизайн буклета
- Стив Хэммондс и Джон Ричардс — ответственные за выпуск
- Хью Гилмор — дизайн переиздания